# Saccolabiopsis selebica
Saccolabiopsis selebica är en orkidéart som beskrevs av Johannes Jacobus Smith. Saccolabiopsis selebica ingår i släktet Saccolabiopsis och familjen orkidéer.
Artens utbredningsområde är Sulawesi. Inga underarter finns listade i Catalogue of Life.